# الکساندریا، کیپ شرقی
الکساندریا، کیپ شرقی (به لاتین: Alexandria, Eastern Cape) یک شهرک در آفریقای جنوبی است که در کیپ شرقی واقع شده‌است.

## خصوصیات
الکساندریا ۵٫۷ کیلومترمربع مساحت و ۱۰٬۰۸۵ نفر جمعیت دارد.